# Малехан
Малехан (ісп. Maleján) — муніципалітет в Іспанії, у складі автономної спільноти Арагон, у провінції Сарагоса. Населення — 344 особи (2010).
Муніципалітет розташований на відстані близько 240 км на північний схід від Мадрида, 60 км на захід від Сарагоси.

## Демографія
Динаміка населення (INE ):